# Kyllburg
Kyllburg est une petite ville allemande située au cœur des collines de l'Eifel, à 10 km de Bitburg dans le land de Rhénanie-Palatinat et l'arrondissement d'Eifel-Bitburg-Prüm. La salubrité de son climat en a fait un centre de cure.

## Géographie
Kyllburg se dresse entre 275 m (gare) et 375 m (terrain de sport) d'altitude, mais ne compte que 920 habitants ce qui en fait, derrière Kaub, la plus petite ville de Rhénanie-Palatinat. Les collines de l'Eifel qui entourent la ville, ainsi que la vallée de la Kyll, affluent de la Moselle contribuent à des conditions climatiques particulièrement agréables.

## Histoire
Le château de Kyllburg est mentionné dans les sources au début du IXe siècle. Selon un acte de donation du 16 juillet 800, c'est un couple d'aristocrates, Elmfried et Doda, qui aurait fait donation des terres du Kyllberg à l'Abbaye de Prüm.
En 1239, l'archevêque Théodoric de Trèves fit édifier à cet endroit une imposante forteresse pour défendre les marches septentrionales de l'évêché contre les seigneurs de Malberg. Ce château, encore en partie intact, a été recouvert d'une école en 1912.
Pour rassembler les fonds lui permettant de construire ce château fort, l'archevêque Théodoric revendit, après approbation du chapitre de Trèves, pour 200 livres le fief de Roßporten, tombé en déshérence à la mort d'Agnès de Malberg au moniales de Sankt Thomas an der Kyll.
La construction accélérée de cette forteresse s'expliquait, comme nous l'apprennent les Gesta Treverorum, par les actes de violence du chevalier Rodolphe de Malberg, qui s'était emparé du fief de Malberg. Il n'hésita pas à saisir, non loin de là, les terres dont Agnès de Malberg avait fait donation aux sœurs du couvent cistercien Saint-Thomas. Rodolphe avait lancé une faide contre ce couvent, et les moniales durent trouver refuge à Trèves, où elles faisaient quotidiennement procession jusqu'à la cathédrale, chantant pendant les messes deux antiennes : Media vita in morte sumus et Salve regina mater misericordiae. L'archevêque décida donc de déclarer la guerre au chevalier Rodolphe, qui se retira. Le nouveau château sur le Kyllberg ne lui permettait plus de s'étendre davantage, et cette forteresse continua de couvrir la frontière nord de l’Électorat.
Le successeur de Théodoric, Arnaud d'Isenburg (1242–1259), dota en 1256 le château et les maisons d'une enceinte fortifiée. Le 16 août 1256, il conclut un traité avec l'abbé Jofrid de Prüm pour légaliser l'existence de ces remparts mitoyens.
Les fortifications de Théodoric de 1239 et les agrandissements de l'évêque Arnaud en 1256 donnèrent ainsi naissance à une petite ville fortifiée, „Kilburch“ resp. „Kieleburch“. Avec ses remparts et l'exercice du droit de foire, elle jouissait des attributs d'une ville médiévale. La concession du fort aux bourgeois leur faisait obligation d'entretenir les remparts à leurs frais et de les défendre.
Au traité de Campo-Formio (17 octobre 1797), l'empereur François Ier en sa qualité de seigneur des terres héréditaires des Habsbourg, céda ses possessions de la Rive gauche du Rhin à la France. La France annexa ensuite ces territoires avant de les incorporer en 1801 au territoire national par suite des articles de la paix de Lunéville. En 1798, les anciennes institutions furent révoquées et remplacées pacifiquement par celles, républicaines, qu'entre 1789 et 1797, la France avait dû acquérir pour elle-même. La Rive gauche du Rhin fut subdivisée en quatre départements. Kyllburg fut ainsi rattaché entre 1798 et 1814 au département de la Sarre, dont le chef-lieu était Trèves. La ville elle-même devint chef-lieu du canton de Kyllburg, comme ses voisines Prüm, Daun et Gerolstein.